# ザ・ベスト・オブ・ネリー
『ザ・ベスト・オブ・ネリー』（The Best of Nelly）は、2009年に発売されたアメリカのヒップホップMC、ネリーのベスト・アルバムである。

## 概要
ネリーの初となるベスト・アルバムである。オリジナル・アルバム4作とリミックス・アルバムから選曲された。

## 収録曲
1. カントリー・グラマー / COUNTRY GRAMMAR (HOT...) (4:47)
2. ライド・ウィッミー FEAT．シティ・スパッド / RIDE WIT ME FEATURING CITY SPUD (4:51)
3. E．I． / E.I. (4:44)
4. ホット・イン・ヒア / HOT IN HERRE (3:48)
5. エア・フォース・ワンズ / AIR FORCE ONES FEATURING MURPHY LEE, ALI & KYJUAN (5:03)
6. ジレンマ feat．ケリー・ローランド / DILEMMA FEATURING KELLY ROWLAND (4:48)
7. ＃1 / #1 (3:18)
8. マイ・プレイス feat．ジャヒーム / MY PLACE FEATURING JAHEIM (5:36)
9. オーヴァー・アンド・オーヴァー feat．ティム・マックグロウ / OVER AND OVER FEATURING TIM MCGRAW (4:13)
10. ティルト・ヤ・ヘッド・バック feat．クリスティーナ・アギレラ / TILT YA HEAD BACK FEATURING CHRISTINA AGUILERA (4:13)
11. フラップ・ユア・ウィングス / FLAP YOUR WINGS (4:03)
12. グリルズ feat．ポール・ウォール、アリ＆ギップ / GRILLZ FEATURING PAUL WALL, ALI & GIPP (4:31)
13. ワズヤネーム / WADSYANAME (4:06)
14. パーティー・ピープル feat．ファーギー / PARTY PEOPLE FEATURING FERGIE (4:02)
15. ボディー・オン・ミー feat．エイコン＆アシャンティ / BODY ON ME FEATURING AKON & ASHANTI (3:33)
16. ワン・アンド・オンリー / ONE AND ONLY (4:19)
17. ジレンマ feat．ケリー・ローランド＆アリ（Remixed by Jerma) / DILEMMA FEATURING KELLY ROWLAND & ALI (4:39)
18. ワン・アンド・オンリー feat．DOUBLE / ONE AND ONLY FEAT. DOUBLE (4:20)
本作のリード・トラックであり、日本の女性歌手であるDOUBLEが客演として参加。ネリーがDOUBLEへのコラボを提案し、実現した[2]。

## チャート
| チャート（2009年）                                    | 最高 順位 |
| ----------------------------------------------------- | --------- |
| 週間 アルバムランキング (オリコン、2009年02月16日付 ) | 9         |